# No País dos Conflitos
No País dos Conflitos é um livro do advogado, professor universitário e político brasileiro Ciro Gomes publicado em 1994 pela Editora Revan, em co-autoria com a jornalista Miriam Leitão.

## Conteúdo
Em sua primeira publicação, Ciro Gomes se submeteu a uma sabatina de cinco dos mais importantes jornalistas do país naquela época: Ancelmo Góis, Geneton Moraes, Marcelo Pontes, Miriam Leitão e Suely Caldas. 
O livro apresenta ainda opiniões de Ciro Gomes sobre políticos como Brizola, José Serra e Orestes Quércia, e sobre bastidores da política nacional.